# Câu lạc bộ bóng đá Đồng Tháp
Câu lạc bộ bóng đá Đồng Tháp là một câu lạc bộ bóng đá chuyên nghiệp tại Việt Nam, có trụ sở ở phường Mỹ Trà, tỉnh Đồng Tháp. Đội bóng đang chơi ở giải hạng Nhất.

## Lịch sử
Tiền thân của đội là Đội bóng đá Đồng Tháp, thành lập năm 1976, do Sở Thể dục Thể thao Đồng Tháp quản lý.
Ngay từ khi thành lập, đội đã được xếp vào những đội bóng hàng đầu của Đồng bằng sông Cửu Long. Năm 1978, lần đầu tiên một giải đấu chính thức cấp khu vực được tổ chức trên cả ba miền: Hồng Hà (miền Bắc), Trường Sơn (miền Trung) và Cửu Long (miền Nam). Đội Đồng Tháp là đội bóng được đánh giá cao, được xem như đại diện cho các tỉnh Đồng bằng sông Cửu Long, dù thực lực vẫn chưa thể so sánh với các đội bóng Thành phố Hồ Chí Minh.
Tại Giải bóng đá vô địch quốc gia Việt Nam 1980, Đồng Tháp thi đấu yếu kém, chỉ đạt 4 điểm với 1 thắng 2 hòa và bại 5 (lúc ấy thắng chỉ được 2 điểm), phải xuống hạng ngay tại giải Vô địch quốc gia đầu tiên.
Tại mùa bóng 1987, đội giành được suất thăng hạng, trở lại thi đấu ở với giải Vô địch quốc gia. Sau một năm dưỡng quân (năm 1988 không có giải Vô địch quốc gia), tại mùa bóng 1989, đội thi đấu khá thành công và bất ngờ chiến thắng đội Thể Công 1-0 trong trận chung kết trên sân Hà Nội, giành được chức vô định lần đầu tiên, đồng thời cũng lập kỷ lục của bóng đá Việt Nam cho đến nay: đội vừa thăng hạng đã đoạt chức Vô địch quốc gia.
Trong những mùa giải tiếp theo, đội luôn nằm trong tốp các đội hạng khá ở giải Vô địch quốc gia. Tại mùa bóng 1996, đội một lần nữa đăng quang ngôi vô địch khi chiến thắng Đội bóng đá Công an Thành phố Hồ Chí Minh 3-1 trong trận chung kết tại sân Cao Lãnh.
Mặc dù được xem là đội bóng mạnh, tiêu biểu cho các đội bóng Đồng bằng sông Cửu Long, nhưng Đồng Tháp lại có phong độ không ổn định. Tại giải V-League đầu tiên, với 19 điểm sau 4 thắng, 7 hòa và 7 bại, đội rơi khỏi giải đấu cao nhất của bóng đá Việt Nam.
Trong những năm sau đó, đội thường xuyên lên và xuống hạng giữa giải V-League và Hạng Nhất. Mùa bóng 2001-2002, đội trở lại V-League cùng Gạch Đồng Tâm Long An và Hoàng Anh Gia Lai. Tại mùa bóng 2005, đội lại rơi xuống Giải hạng Nhất. Mùa bóng 2006, đội giành được suất thăng hạng, nhưng lại rơi khỏi đấy khi vừa kết thúc mùa bóng 2007.
Năm 2008, đội chuyển sang mô hình bán chuyên nghiệp với sự tài trợ của Tập đoàn Cao su Việt Nam. Với nguồn lực đầu tư mạnh, đội thi đấu tốt ở giải hạng Nhất với tên gọi mới Câu lạc bộ bóng đá Tập đoàn Cao su Đồng Tháp, đứng hạng 3 ở giải hạng Nhất và thắng Boss Bình Định 1-0 ở trận play-off trên sân Thống Nhất, giành được suất trở lại V-League 2009.
Sau mùa giải V-League 2009 đầy thành công với vị trí thứ 5, lại đối mặt với thách thức mới. Đó là việc mất đi 5 vị trí trụ cột ở mùa V-League 2010: Aniekan (về Xi măng Hải Phòng), Timothy (về Hòa Phát Hà Nội), Chí Hùng (về Đồng Tâm Long An), Quý Sửu và Anh Tuấn (về lại Hoàng Anh Gia Lai). Đội cũng được bổ sung một số cầu thủ mới, được đánh giá khá tốt về chuyên môn như: Thái Dương, Trần Văn Tuấn, Adesope Hammed, Felix Gbenga, Sunday Ibeji, Olushola O. Aganun cùng hai cầu thủ trẻ Công Thuận và Văn Hậu. Tuy nhiên, đội Đồng Tháp đã thi đấu xuất sắc với thành tích Hạng 3 chung cuộc.
Tháng 8 năm 2010, đội chuyển sang mô hình chuyên nghiệp với sự quản lý của Công ty Trách nhiệm hữu hạn Bóng đá Đồng Tháp. Nhà tài trợ chính vẫn là Tập đoàn Cao su Việt Nam.
Bước vào mùa giải 2011, Đồng Tháp lại gặp phải vấn đề "chảy máu cầu thủ" khi một nửa đội hình chính thức lại ra đi trong đó đáng chú ý là: Olushola O. Aganun (về Hòa Phát Hà Nội), Được Em, Duy Khanh (cùng về NaViBank Sài Gòn), Minh Triết (về Becamex Bình Dương), Văn Tuấn (về Xuân Thành Sài Gòn), Thái Dương (về Xi măng The Vissai Ninh Bình). Chân sút số một Samson lại trở chứng (muốn đào tẩu về Hà Nội T&T nhưng không thành) đã gây nhiều khó khăn cho đội trước mùa bóng mới. Tuy nhiên đội đã kịp tăng cường các cầu thủ nội có chất lượng như: Thanh Tân, Hoàng Hải Dương (cùng đến từ Cần Thơ), Hoàng Hà (từ An Giang), Ngọc Thạch (từ Khánh Hòa), Quang Trung (từ Hòa Phát Hà Nội), Thanh Hào (từ Cà Mau), Hải Anh (từ Kienlongbank Kiên Giang) bên cạnh các cầu thủ trẻ từ tuyến hai như: Bửu Ngọc, Bảo Trung, Thanh Hiền. Dù bị đánh giá là yếu hơn so với mùa giải năm 2010, nhưng Đồng Tháp vẫn là một đội bóng đáng gờm về ý chí, sự đoàn kết và đặc biệt là có vị HLV mát tay Phạm Công Lộc.
Sau khi kết thúc hạng Nhất 2014, các nhà tài trợ của câu lạc bộ thông báo rằng sẽ không tiếp tục tài trợ nữa. Do không đủ kinh phí nên mặc dù giành quyền lên chơi tại V.League 1 2015 nhưng UBND tỉnh Đồng Tháp quyết định giải thể đội bóng . Tuy nhiên ngay trước bờ vực giải thể bất ngờ doanh nghiệp địa ốc Hồng Quang đã rót tiền tài trợ . Nhưng sau nhiều ngày ký kết biên bản ghi nhớ với nhà tài trợ mà không tìm được tiếng nói chung, UBND tỉnh Đồng Tháp đã quyết định thành lập Công ty cổ phần phát triển bóng đá Đồng Tháp và đổi tên CLB thành Câu lạc bộ bóng đá Đồng Tháp. Khi đó, công ty Cổ phần Phát triển Hùng Hậu là nhà tài trợ chính cho Câu lạc bộ.
Đến năm 2016, Trường Đại học Văn Hiến công bố tài trợ 1,2 tỷ đồng cho câu lạc bộ Đồng Tháp, giúp đội bóng vững bước tham gia mùa giải V.League 2016.
Giải Hạng Nhất Quốc gia 2017, Câu lạc bộ bóng đá Đồng Tháp xếp thứ 7 (cuối bảng), thi đấu play-off trụ hạng và giành chiến thắng trước Bình Thuận.
Giải Hạng Nhất Quốc gia 2018, Câu lạc bộ bóng đá Đồng Tháp xếp thứ 3 chung cuộc.
Giải Hạng Nhất Quốc gia 2019, Câu lạc bộ bóng đá Đồng Tháp xếp thứ 9 chung cuộc.
Giải Hạng Nhất Quốc gia 2020, Câu lạc bộ bóng đá Đồng Tháp xếp thứ cuối chung cuộc và chuyển xuống thi đấu ở giải hạng nhì năm 2021
Giải Hạng Nhì Quốc gia 2021, Liên Đoàn Bóng Đá Việt Nam quyết định hủy giải đấu do dịch Covid
Giải Hạng Nhì Quốc gia 2022,  Câu lạc bộ bóng đá Đồng Tháp xếp thứ 4 ở Bảng B không đủ điều kiện để thăng hạng
Giải Hạng Nhì Quốc Gia 2023, Câu lạc bộ bóng đá Đồng Tháp xếp thứ 1 ở Bảng B với thành tích bất bại để dành quyền vào vòng chung kết tranh 2 tấm vé lên hạng,  ở Vòng Chung Kết Đồng Tháp chiến thắng CLB Trẻ Đà Nẵng qua đó dành chiếc vé lên hạng

## Nhà tài trợ và nhà sản xuất áo đấu

### Nhà sản xuất & tài trợ áo đấu
- 2000-2004: Adidas
- 2004-2005: Nike
- 2016–2017: Codad
- 2018-2022: Grand Sport
- 2023-2024 : Mon Amie Veston
- 2024-2025: BULBAL

### Nhà tài trợ chính
- 2009–2014: XSKT Đồng Tháp, Tập đoàn Cao Su Đồng Tháp
- 2015: XSKT Đồng Tháp, Happy Food, Ranee
- 2016–2017: XSKT Đồng Tháp, Đại Học Văn Hiến, Happy Food
- 2018: Đại Học Văn Hiến Lưu trữ ngày 10 tháng 9 năm 2024 tại Wayback Machine
- 2020: Đại Học Văn Hiến
- 2021: Đại Học Văn Hiến
- 2022: Đại Học Văn Hiến
- 2023: Đại Học Văn Hiến
- 2024: Đại Học Văn Hiến Lưu trữ ngày 10 tháng 9 năm 2024 tại Wayback Machine

## Danh hiệu

### Cấp quốc gia
V-League:
- Vô địch (2): 1989, 1996
- Hạng Ba (1): 2010

Giải bóng đá Cúp Quốc gia:
- Hạng Ba (1): 1996

Giải vô địch bóng đá hạng Nhất Việt Nam:
- Vô địch (2): 2006, 2014
- Á quân (1): 2001-2002
- Hạng Ba (1): 2008, 2018

Môn bóng đá tại Đại hội Thể dục Thể thao toàn quốc:: 
- Á quân (1): 2006

### Các đội trẻ
Giải vô địch bóng đá U21 Việt Nam
- Á quân (1): 1998
- Hạng Ba (5): 1997, 1999, 2003, 2004, 2014

Giải vô địch bóng đá U19 Việt Nam:
- Vô địch (3): 2003, 2012, 2018
- Hạng Nhì (1): 2010
- Hạng Ba (2): 2002, 2004

Giải vô địch bóng đá U17 Việt Nam:
* Vô địch: 2016
- Hạng Nhì (1): 2009

Giải vô địch bóng đá U15 Việt Nam
- Vô địch (3): 2007, 2009, 2014
- Á quân (2): 2004, 2005
- Hạng Ba (2): 2012, 2013

## Đội hình hiện tại
Tính đến lượt về mùa giải V.League 2 - 2023/24
Ghi chú: Quốc kỳ chỉ đội tuyển quốc gia được xác định rõ trong điều lệ tư cách FIFA. Các cầu thủ có thể giữ hơn một quốc tịch ngoài FIFA.
| Số | VT | Quốc gia | Cầu thủ                               |
| -- | -- | -------- | ------------------------------------- |
| 1  | TM | Việt Nam | Đoàn Thanh Nhã                        |
| 2  | HV | Việt Nam | Ngô Kim Long                          |
| 3  | HV | Việt Nam | Nguyễn Thành Lợi                      |
| 4  | HV | Việt Nam | Lê Nhựt Huy (Đội trưởng)              |
| 5  | TV | Việt Nam | Trịnh Quang Trường (mượn từ PVF–CAND) |
| 6  | HV | Việt Nam | Nguyễn Hải Nam (mượn từ PVF–CAND)     |
| 7  | TV | Việt Nam | Nguyễn Đình Lợi                       |
| 8  | TV | Việt Nam | Trần Hữu Thắng                        |
| 9  | TĐ | Việt Nam | Dương Vũ Linh                         |
| 10 | TĐ | Việt Nam | Trần Hữu Nghĩa                        |
| 11 | TV | Việt Nam | Nguyễn Thiện Chí                      |
| 12 | HV | Việt Nam | Võ Ngọc Tỉnh (mượn từ PVF–CAND)       |
| 14 | TV | Việt Nam | Đinh Thanh Trung                      |
| 16 | HV | Việt Nam | Thân Thắng Toàn                       |
| 17 | TĐ | Việt Nam | Ngô Tấn Tài                           |

| Số | VT | Quốc gia | Cầu thủ                                      |
| -- | -- | -------- | -------------------------------------------- |
| 18 | TV | Việt Nam | Nguyễn Văn Quỳnh Đức                         |
| 19 | TĐ | Việt Nam | Nguyễn Công Thành                            |
| 20 | TV | Việt Nam | Nguyễn Trọng Huy                             |
| 21 | TV | Việt Nam | Nguyễn Tuấn Em                               |
| 22 | TV | Việt Nam | Trần Long Hải                                |
| 24 | TĐ | Việt Nam | Võ Công Minh                                 |
| 25 | TM | Việt Nam | Nguyễn Thanh Tuấn                            |
| 26 | HV | Việt Nam | Đoàn Anh Việt                                |
| 27 | TV | Việt Nam | Hà Minh Đức (mượn từ Đông Á Thanh Hóa)       |
| 28 | TV | Việt Nam | Nguyễn Công Sơn                              |
| 29 | TM | Việt Nam | Nguyễn Nhật Trường                           |
| 32 | HV | Việt Nam | Hà Trung Hậu (mượn từ Becamex Bình Dương)    |
| 33 | HV | Việt Nam | Hồ Trường Khang                              |
| 35 | HV | Việt Nam | Nguyễn Đình Huyên (mượn từ Đông Á Thanh Hóa) |
| 66 | HV | Việt Nam | Lê Hoàng Khải                                |

## Ban lãnh đạo và Ban huấn luyện hiện tại
| Chức vụ                  | Tên               |
| ------------------------ | ----------------- |
| Chủ tịch                 | Nguyễn Minh Đức   |
| Tổng Giám đốc            | Lâm Trung Hiếu    |
| Giám đốc kỹ thuật        | N/A               |
| Huấn luyện viên trưởng   | Phan Thanh Bình   |
| Trợ lý Huấn luyện viên 1 | Nguyễn Quý Sửu    |
| Trợ lý Huấn luyện viên 2 | Nguyễn Văn Ngân   |
| Huấn luyện viên thủ môn  | Nguyễn Văn Bước   |
| Bác sĩ                   | Nguyễn Hữu Quý An |

## Thành viên nổi bật

### Quả bóng vàng Việt Nam
Cầu thủ đoạt giải Quả bóng vàng Việt Nam khi đang chơi cho Đồng Tháp:
- Trần Công Minh – 1999

### Cầu thủ trẻ xuất sắc nhất
Cầu thủ đoạt giải Cầu thủ trẻ xuất sắc nhất khi đang chơi cho Đồng Tháp:
- Phan Thanh Bình – 2003

### Cầu thủ nước ngoài xuất sắc nhất
Cầu thủ đoạt giải Cầu thủ nước ngoài xuất sắc nhất khi đang chơi cho Đồng Tháp:
- Samson Kayode – 2010

## Huấn luyện viên qua các thời kỳ
- Phạm Duy Tiến
- Đoàn Minh Xương (1986-1999)
- Nguyễn Trung Hậu (2000-2001)
- Phạm Anh Tuấn (2003-2005)
- Trần Công Minh (2003, 2005-2006)
- Lại Hồng Vân (2006 - tháng 6 năm 2007)
- Đoàn Minh Xương (tháng 6 năm 2007 - tháng 9 năm 2007)
- Phạm Anh Tuấn (tháng 10 năm 2007 - tháng 11 năm 2008)
- Phạm Công Lộc (tháng 11 năm 2008 - tháng 9 năm 2011)
- Trang Văn Thành (tháng 10 năm 2011 - tháng 4 năm 2012)
- Trần Công Minh (tháng 4 năm 2012 - tháng 4 năm 2013)
- Phạm Công Lộc (16 tháng 4 năm 2013 - 6 tháng 4 năm 2016)
- Trần Công Minh (6 tháng 4 năm 2016 - 2017)
- Bùi Văn Đông (tháng 1 năm 2017- tháng 5 năm 2017)
- Trần Công Minh (từ tháng 5 năm 2017 - tháng 7 năm 2019)
- Nguyễn Anh Tông (từ tháng 7 năm 2019 - 2021 )
- Phan Thanh Bình (từ tháng 5 năm 2023 - tháng 10 năm 2024)
- Bùi Văn Đông (từ tháng 10 năm 2023 - tháng 03 năm 2024)
- Nguyễn Minh Dũng (từ tháng 3 năm 2023 - đến nay)

## Thành tích

### Thành tích từ khiV.Leaguethành lập
| Chú giải màu sắc | Chú giải màu sắc |
| ---------------- | ---------------- |
| Vô địch          |                  |
| Á quân           |                  |
| Hạng ba          |                  |
| Hạng tư          |                  |
| Thăng hạng       |                  |
| Tranh trụ hạng   | Thắng play-off   |
| Tranh trụ hạng   | Thua play-off    |
| Xuống hạng       |                  |

| Thành tích của Đồng Tháp từ khi V.League được thành lập | Thành tích của Đồng Tháp từ khi V.League được thành lập | Thành tích của Đồng Tháp từ khi V.League được thành lập | Thành tích của Đồng Tháp từ khi V.League được thành lập | Thành tích của Đồng Tháp từ khi V.League được thành lập | Thành tích của Đồng Tháp từ khi V.League được thành lập | Thành tích của Đồng Tháp từ khi V.League được thành lập | Thành tích của Đồng Tháp từ khi V.League được thành lập | Thành tích của Đồng Tháp từ khi V.League được thành lập | Thành tích của Đồng Tháp từ khi V.League được thành lập | Thành tích của Đồng Tháp từ khi V.League được thành lập | Thành tích của Đồng Tháp từ khi V.League được thành lập | Thành tích của Đồng Tháp từ khi V.League được thành lập |                             |
| Năm                                                     | Hạng đấu                                                | Hạng đấu                                                | Hạng đấu                                                | Hạng đấu                                                | Thành tích                                              | St                                                      | T                                                       | H                                                       | B                                                       | Bt                                                      | Bb                                                      | Điểm                                                    |                             |
| Năm                                                     | I                                                       | II                                                      | III                                                     | IV                                                      | Thành tích                                              | St                                                      | T                                                       | H                                                       | B                                                       | Bt                                                      | Bb                                                      | Điểm                                                    |                             |
| ------------------------------------------------------- | ------------------------------------------------------- | ------------------------------------------------------- | ------------------------------------------------------- | ------------------------------------------------------- | ------------------------------------------------------- | ------------------------------------------------------- | ------------------------------------------------------- | ------------------------------------------------------- | ------------------------------------------------------- | ------------------------------------------------------- | ------------------------------------------------------- | ------------------------------------------------------- | --------------------------- |
| 2000–01                                                 |                                                         |                                                         |                                                         |                                                         | Thứ 9                                                   | 18                                                      | 4                                                       | 7                                                       | 7                                                       | 23                                                      | 32                                                      | 19                                                      |                             |
| 2001–02                                                 |                                                         |                                                         |                                                         |                                                         | Thứ 2                                                   | 22                                                      | 15                                                      | 2                                                       | 5                                                       | 37                                                      | 17                                                      | 47                                                      |                             |
| 2003                                                    |                                                         |                                                         |                                                         |                                                         | Thứ 6                                                   | 22                                                      | 8                                                       | 6                                                       | 8                                                       | 28                                                      | 28                                                      | 30                                                      |                             |
| 2004                                                    |                                                         |                                                         |                                                         |                                                         | Thứ 8                                                   | 22                                                      | 7                                                       | 4                                                       | 11                                                      | 23                                                      | 29                                                      | 25                                                      |                             |
| 2005                                                    |                                                         |                                                         |                                                         |                                                         | Thứ 12                                                  | 22                                                      | 3                                                       | 6                                                       | 13                                                      | 18                                                      | 40                                                      | 15                                                      |                             |
| 2006                                                    |                                                         |                                                         |                                                         |                                                         | Vô địch                                                 | 26                                                      | 16                                                      | 5                                                       | 5                                                       | 39                                                      | 17                                                      | 53                                                      |                             |
| 2007                                                    |                                                         |                                                         |                                                         |                                                         | Thứ 14                                                  | 26                                                      | 3                                                       | 11                                                      | 12                                                      | 21                                                      | 35                                                      | 20                                                      |                             |
| 2008                                                    |                                                         |                                                         |                                                         |                                                         | Thứ 3                                                   | 26                                                      | 13                                                      | 8                                                       | 5                                                       | 42                                                      | 23                                                      | 47                                                      |                             |
| 2009                                                    |                                                         |                                                         |                                                         |                                                         | Thứ 5                                                   | 26                                                      | 10                                                      | 8                                                       | 8                                                       | 43                                                      | 30                                                      | 38                                                      |                             |
| 2010                                                    |                                                         |                                                         |                                                         |                                                         | Thứ 3                                                   | 26                                                      | 13                                                      | 5                                                       | 8                                                       | 43                                                      | 34                                                      | 44                                                      |                             |
| 2011                                                    |                                                         |                                                         |                                                         |                                                         | Thứ 5                                                   | 26                                                      | 10                                                      | 7                                                       | 9                                                       | 38                                                      | 44                                                      | 37                                                      |                             |
| 2012                                                    |                                                         |                                                         |                                                         |                                                         | Thứ 13                                                  | 26                                                      | 7                                                       | 9                                                       | 10                                                      | 32                                                      | 37                                                      | 30                                                      |                             |
| 2013                                                    |                                                         |                                                         |                                                         |                                                         | Thứ 4                                                   | 14                                                      | 7                                                       | 3                                                       | 4                                                       | 18                                                      | 17                                                      | 24                                                      |                             |
| 2014                                                    |                                                         |                                                         |                                                         |                                                         | Vô địch                                                 | 14                                                      | 7                                                       | 5                                                       | 2                                                       | 22                                                      | 7                                                       | 26                                                      |                             |
| 2015                                                    |                                                         |                                                         |                                                         |                                                         | Thứ 12                                                  | 26                                                      | 7                                                       | 3                                                       | 16                                                      | 34                                                      | 54                                                      | 24                                                      |                             |
| 2016                                                    |                                                         |                                                         |                                                         |                                                         | Thứ 14                                                  | 26                                                      | 1                                                       | 5                                                       | 20                                                      | 22                                                      | 67                                                      | 8                                                       |                             |
| 2017                                                    |                                                         |                                                         |                                                         |                                                         | Thứ 7                                                   | 12                                                      | 1                                                       | 7                                                       | 4                                                       | 15                                                      | 23                                                      | 10                                                      |                             |
| 2018                                                    |                                                         |                                                         |                                                         |                                                         | Thứ 3                                                   | 18                                                      | 9                                                       | 4                                                       | 5                                                       | 23                                                      | 17                                                      | 31                                                      |                             |
| 2019                                                    |                                                         |                                                         |                                                         |                                                         | Thứ 9                                                   | 22                                                      | 5                                                       | 8                                                       | 9                                                       | 26                                                      | 32                                                      | 23                                                      |                             |
| 2020                                                    |                                                         |                                                         |                                                         |                                                         | Thứ 12                                                  | 16                                                      | 4                                                       | 3                                                       | 9                                                       | 23                                                      | 29                                                      | 15                                                      |                             |
| 2021                                                    |                                                         |                                                         |                                                         |                                                         | Mùa giải bị hủy vì COVID-19                             | Mùa giải bị hủy vì COVID-19                             | Mùa giải bị hủy vì COVID-19                             | Mùa giải bị hủy vì COVID-19                             | Mùa giải bị hủy vì COVID-19                             | Mùa giải bị hủy vì COVID-19                             | Mùa giải bị hủy vì COVID-19                             | Mùa giải bị hủy vì COVID-19                             | Mùa giải bị hủy vì COVID-19 |
| 2022                                                    |                                                         |                                                         |                                                         |                                                         | Thứ 4 bảng B                                            | 12                                                      | 4                                                       | 4                                                       | 4                                                       | 10                                                      | 10                                                      | 16                                                      |                             |
| 2023                                                    |                                                         |                                                         |                                                         |                                                         | Vô địch                                                 | 13                                                      | 7                                                       | 6                                                       | 0                                                       | 23                                                      | 12                                                      | 27                                                      |                             |
| 2023–24                                                 |                                                         |                                                         |                                                         |                                                         | Thứ 10                                                  | 20                                                      | 5                                                       | 5                                                       | 10                                                      | 11                                                      | 19                                                      | 20                                                      |                             |
| 2024–25                                                 |                                                         |                                                         |                                                         |                                                         | Thứ 6                                                   | 20                                                      | 4                                                       | 7                                                       | 9                                                       | 14                                                      | 16                                                      | 19                                                      |                             |

### Thành tích tại các Cúp châu Á
| Thành tích của Đồng Tháp tại các giải cấp châu lục | Thành tích của Đồng Tháp tại các giải cấp châu lục | Thành tích của Đồng Tháp tại các giải cấp châu lục | Thành tích của Đồng Tháp tại các giải cấp châu lục | Thành tích của Đồng Tháp tại các giải cấp châu lục | Thành tích của Đồng Tháp tại các giải cấp châu lục | Thành tích của Đồng Tháp tại các giải cấp châu lục | Thành tích của Đồng Tháp tại các giải cấp châu lục | Thành tích của Đồng Tháp tại các giải cấp châu lục | Thành tích của Đồng Tháp tại các giải cấp châu lục | Thành tích của Đồng Tháp tại các giải cấp châu lục |
| Năm                                                | Thành tích                                         | St                                                 | T                                                  | H                                                  | B                                                  | Bt                                                 | Bb                                                 | Đối thủ                                            | Sân nhà                                            | Sân khách                                          |
| -------------------------------------------------- | -------------------------------------------------- | -------------------------------------------------- | -------------------------------------------------- | -------------------------------------------------- | -------------------------------------------------- | -------------------------------------------------- | -------------------------------------------------- | -------------------------------------------------- | -------------------------------------------------- | -------------------------------------------------- |
| AFC Champions League                               |                                                    |                                                    |                                                    |                                                    |                                                    |                                                    |                                                    |                                                    |                                                    |                                                    |
| 1998                                               | Vòng 1                                             | 2                                                  | 1                                                  | 1                                                  | 0                                                  | 2                                                  | 1                                                  | Churchill Brothers SC                              | 1-1                                                | 1-0                                                |
| 1998                                               | Vòng 2                                             | 2                                                  | 1                                                  | 0                                                  | 1                                                  | 4                                                  | 4                                                  | Hải quan Myanma                                    | 3-4                                                | 1-0                                                |
| Tổng cộng                                          | 1 lần vòng 2                                       | 4                                                  | 2                                                  | 1                                                  | 1                                                  | 6                                                  | 5                                                  | -                                                  | -                                                  | -                                                  |